# Специјални резерват природе Клисура реке Трешњице
Специјални резерват природе Клисура реке Трешњице је резерват природе у Србији.
Налази се у западном делу Србије у општини Љубовија. Планинска река Трешњица извире испод планине Повлен и после 23 км дугог тока се улива у реку Дрину. Непосредно пре ушћа у Дрину, Трешњица је издубила неколико километара дугу кречњачку клисуру дубоку око 500 м. Основне вредности због којих је ово подручје заштићено су очување станишта и популације заштићене врсте белоглавог супа, реке Трешњице и веома вредног етно наслеђа.
Јуна 2022. у Србији је објављена поштанска марка са мотивима ове клисуре.

## Галерија
- Сеоско домаћинство
- Обронци планине
- Група планинара
- Планине око Трешњице
- Село крај пута